# Albert Heinemann
Albert Heinemann (* 15. Dezember 1938 in Celle; † 9. November 2023) war ein deutscher Jurist und Politiker (CDU).

## Leben
Heinemann besuchte die Volksschule in Wienhausen und das Gymnasium Ernestinum Celle. An den Universitäten Kiel und Wien studierte er Rechtswissenschaften. Er wurde Mitglied der Alten Königsberger Burschenschaft Alemannia zu Kiel. Das erste Staatsexamen legte er am Oberlandesgericht Schleswig ab, das zweite beim Niedersächsischen Justizministerium.

## Politik
Heinemann war ab 1968 Mitglied der CDU. Von 1992 bis 2000 war er Vorsitzender des CDU-Kreisverbandes Celle.
Albert Heinemann war von 1986 bis 1996 Ratsherr in Wienhausen und Mitglied des Samtgemeinderates der Samtgemeinde Flotwedel. Von 1990 bis 2003 war er Mitglied des Niedersächsischen Landtages. Er war Vorsitzender des Ausschusses für Rechts- und Verfassungsfragen und des 13. Parlamentarischen Untersuchungsausschusses, der sich von 1991 bis 1993 mit dem Sicherheitskonzept für die Justizvollzugsanstalt Celle befasste.

## Quelle
- Barbara Simon: Abgeordnete in Niedersachsen 1946–1994. Biographisches Handbuch. Hrsg. vom Präsidenten des Niedersächsischen Landtages. Niedersächsischer Landtag, Hannover 1996, S. 149.